# Karl Holmström
Pour les articles homonymes, voir Holmström.
Karl Holmström (né le 22 mars 1925 et décédé le 22 juin 1974) est un ancien sauteur à ski suédois.

## Palmarès

### Jeux olympiques
| Épreuve / Édition | Oslo 1952 |
| Individuel        | Bronze    |